# Anthony Bourgeois
Pas d'image ? Cliquez ici

a Compétitions nationales et continentales officielles uniquement.

Dernière mise à jour le 2 juillet 2014.
Anthony Bourgeois, né le 16 mai 1986, est un joueur de rugby à XV français qui évolue au poste de demi d'ouverture.

## Biographie
- 2006-2011 : Tarbes PR
- 2011-2012 : Montluçon rugby
- 2012-2014 : Lille Métropole rugby
- 2014-2015 : CA Périgueux